# Szrenicki Kocioł

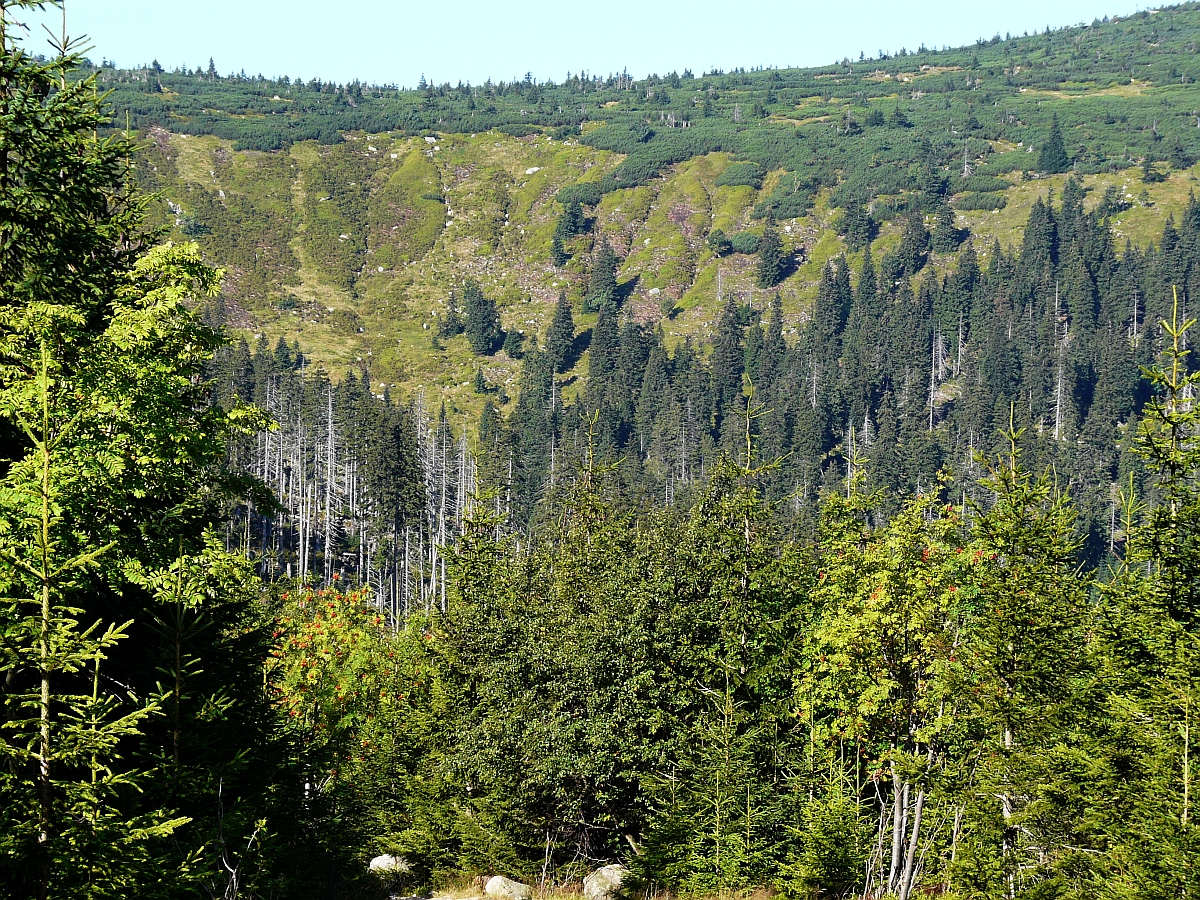
Szrenicki Kocioł

Szrenicki Kocioł – rozległa nisza niwalna położona w zachodniej części Śląskiego Grzbietu w zachodnich Karkonoszach.
Szrenicki Kocioł jest wcięty od północy w wierzchowinę Śląskiego Grzbietu pomiędzy Szrenicą, Sokolnikiem i Łabskim Szczytem. Jest to obszar podmokły, zatorfiony, porośnięty kosodrzewiną. Wypływa z niego wiele drobnych, bezimiennych potoków, będących dopływami Szrenickiego Potoku.
Leży w obrębie Karkonoskiego Parku Narodowego.
Szrenicki Kocioł powstał w wyniku zalegania przez długi czas zlodowaciałej pokrywy śnieżnej w górnej partii istniejącej wcześniej doliny rzecznej. Śniegu było na tyle dużo, że nie topniał w ciągu lata, lecz zamieniał się w firn, być może lód, ale na tyle mało, że nie przekształcił się w lodowiec górski. Nie powstał cyrk lodowcowy ani jęzor lodowcowy, ani moreny. Proces ten miał miejsce w plejstocenie, prawdopodobnie podczas ostatniego zlodowacenia (zlodowacenia bałtyckiego).
Górną częścią Szrenickiego Kotła biegnie  zielony szlak turystyczny z Hali Szrenickiej do schroniska „Pod Łabskim Szczytem”.